# Ein Lied kann eine Brücke sein
Ein Lied kann eine Brücke sein, Canção da Alemanha no Festival Eurovisão da Canção 1975.
Ein Lied kann eine Brücke sein (em português:  Uma canção pode ser uma ponte) foi a canção que representou a Alemanha no Festival Eurovisão da Canção 1975, interpretada em alemão e em inglês por Joy Fleming. A canção tinha letra de Michael Holm, música e orquestração de Reiner Pietschde.
A canção alemã foi a quarta a ser interpretada na noite do evento, antes da canção francesa "Et bonjour à toi l'artiste", interpretada por Nicole Rieu e antes da canção luxemburguesa Toi, interpretada por Géraldine. Terminou em 17.ª lugar, recebendo 15 pontos.
A canção é uma balada com Fleming cantando que uma canção pode ser um meio para mudar alguém e atingir objetivos.
Apesar da má classificação, esta canção é tida por muitos como uma das melhores canções alemães do Festival Eurovisão da Canção.
No Reino Unido, foi publicada uma versão inglesa
"Bridge Of Love" pela editora Antic, mas foi um fracasso de vendas.